# Ungerns Grand Prix 2020
Ungerns Grand Prix 2020, officiellt Formula 1 Aramco Magyar Nagydíj 2020 var ett Formel 1-lopp som kördes den 19 juli 2020 på Hungaroring i Mogyoród, Ungern. Loppet var det tredje loppet ingående i Formel 1-säsongen 2020 och kördes över 70 varv.

## Bakgrund
Ungerns Grand Prix 2020 var ett lopp vid Hungaroring den 19 juli 2020 och var den tredje rundan i Formel 1-VM 2020, det var den 35:e gången ett lopp hölls vid banan.

### Förare
Alla förare och stall var med utan några inhoppare i loppet. Robert Kubica körde i det första träningspasset i Alfa Romeos bil istället för Kimi Räikkönen.

### Däckval
Pirelli tilldelade stallen däckföreningarna C2, C3 och C4 som användes i loppet.

## Kvalet
| Pos.                    | Nr. | Förare             | Konstruktör               | Kvaltider | Kvaltider | Kvaltider | Start- grid |
| Pos.                    | Nr. | Förare             | Konstruktör               | Q1        | Q2        | Q3        | Start- grid |
| ----------------------- | --- | ------------------ | ------------------------- | --------- | --------- | --------- | ----------- |
| 1                       | 44  | Lewis Hamilton     | Mercedes                  | 1:14.907  | 1:14.261  | 1:13.447  | 1           |
| 2                       | 77  | Valtteri Bottas    | Mercedes                  | 1:15.474  | 1:14.530  | 1:13.554  | 2           |
| 3                       | 18  | Lance Stroll       | Racing Point-BWT Mercedes | 1:14.895  | 1:15.176  | 1:14.377  | 3           |
| 4                       | 11  | Sergio Pérez       | Racing Point-BWT Mercedes | 1:14.681  | 1:15.394  | 1:14.545  | 4           |
| 5                       | 5   | Sebastian Vettel   | Ferrari                   | 1:15.455  | 1:15.131  | 1:14.774  | 5           |
| 6                       | 16  | Charles Leclerc    | Ferrari                   | 1:15.793  | 1:15.006  | 1:14.817  | 6           |
| 7                       | 33  | Max Verstappen     | Red Bull Racing-Honda     | 1:15.495  | 1:14.976  | 1:14.849  | 7           |
| 8                       | 4   | Lando Norris       | McLaren-Renault           | 1:15.444  | 1:15.085  | 1:14.966  | 8           |
| 9                       | 55  | Carlos Sainz Jr.   | McLaren-Renault           | 1:15.281  | 1:15.267  | 1:15.027  | 9           |
| 10                      | 10  | Pierre Gasly       | Alpha Tauri-Honda         | 1:15.767  | 1:15.508  | No time   | 10          |
| 11                      | 3   | Daniel Ricciardo   | Renault                   | 1:15.848  | 1:15.661  | N/A       | 11          |
| 12                      | 63  | George Russell     | Williams-Mercedes         | 1:15.585  | 1:15.698  | N/A       | 12          |
| 13                      | 23  | Alexander Albon    | Red Bull Racing-Honda     | 1:15.722  | 1:15.715  | N/A       | 13          |
| 14                      | 31  | Esteban Ocon       | Renault                   | 1:15.719  | 1:15.742  | N/A       | 14          |
| 15                      | 6   | Nicholas Latifi    | Williams-Mercedes         | 1:16.105  | 1:16.544  | N/A       | 15          |
| 16                      | 20  | Kevin Magnussen    | Haas F1 Team-Ferrari      | 1:16.152  | N/A       | N/A       | 16          |
| 17                      | 26  | Daniil Kvyat       | Alpha Tauri-Honda         | 1:16.204  | N/A       | N/A       | 17          |
| 18                      | 8   | Romain Grosjean    | Haas F1 Team-Ferrari      | 1:16.407  | N/A       | N/A       | 18          |
| 19                      | 99  | Antonio Giovinazzi | Alfa Romeo-Ferrari        | 1:16.506  | N/A       | N/A       | 19          |
| 20                      | 7   | Kimi Räikkönen     | Alfa Romeo-Ferrari        | 1:16.614  | N/A       | N/A       | 20          |
| 107 %-gränsen: 1:19.908 |     |                    |                           |           |           |           |             |
| Källa:                  |     |                    |                           |           |           |           |             |

## Loppet
| Pos.                                                             | Nr. | Förare             | Konstruktör               | Varv | Tid/Bröt    | Grid | Poäng |
| ---------------------------------------------------------------- | --- | ------------------ | ------------------------- | ---- | ----------- | ---- | ----- |
| 1                                                                | 44  | Lewis Hamilton     | Mercedes                  | 70   | 1:36:12.473 | 1    | 261   |
| 2                                                                | 33  | Max Verstappen     | Red Bull Racing-Honda     | 70   | +8.702      | 7    | 18    |
| 3                                                                | 77  | Valtteri Bottas    | Mercedes                  | 70   | +9.452      | 2    | 15    |
| 4                                                                | 18  | Lance Stroll       | Racing Point-BWT Mercedes | 70   | +57.579     | 3    | 12    |
| 5                                                                | 23  | Alexander Albon    | Red Bull Racing-Honda     | 70   | +1:18.316   | 13   | 10    |
| 6                                                                | 5   | Sebastian Vettel   | Ferrari                   | 69   | +1 varv     | 5    | 8     |
| 7                                                                | 11  | Sergio Pérez       | Racing Point-BWT Mercedes | 69   | +1 varv     | 4    | 6     |
| 8                                                                | 3   | Daniel Ricciardo   | Renault                   | 69   | +1 varv     | 11   | 4     |
| 9                                                                | 55  | Carlos Sainz Jr.   | McLaren-Renault           | 69   | +1 varv     | 9    | 2     |
| 10                                                               | 20  | Kevin Magnussen    | Haas-Ferrari              | 69   | +1 varv     | PL   | 1     |
| 11                                                               | 16  | Charles Leclerc    | Ferrari                   | 69   | +1 varv     | 6    |       |
| 12                                                               | 26  | Daniil Kvyat       | Alpha Tauri-Honda         | 69   | +1 varv     | 17   |       |
| 13                                                               | 4   | Lando Norris       | McLaren-Renault           | 69   | +1 varv     | 8    |       |
| 14                                                               | 31  | Esteban Ocon       | Renault                   | 69   | +1 varv     | 14   |       |
| 15                                                               | 7   | Kimi Räikkönen     | Alfa Romeo-Ferrari        | 69   | +1 varv     | 20   |       |
| 16                                                               | 8   | Romain Grosjean    | Haas-Ferrari              | 69   | +1 varv     | PL   |       |
| 17                                                               | 99  | Antonio Giovinazzi | Alfa Romeo-Ferrari        | 69   | +1 varv     | 19   |       |
| 18                                                               | 63  | George Russell     | Williams-Mercedes         | 69   | +1 varv     | 12   |       |
| 19                                                               | 6   | Nicholas Latifi    | Williams-Mercedes         | 65   | +5 varv     | 15   |       |
| Ret                                                              | 10  | Pierre Gasly       | Alpha Tauri-Honda         | 15   | Växellåda   | 10   |       |
| Snabbaste varvet: Lewis Hamilton (Mercedes) – 1:16.627 (varv 70) |     |                    |                           |      |             |      |       |
| Källa:                                                           |     |                    |                           |      |             |      |       |

Noter
- ^1  – Inkluderar en extra poäng för snabbaste varv.

## Ställning i mästerskapet efter loppet
| Pos. | Förare          | Poäng |
| ---- | --------------- | ----- |
| 1    | Lewis Hamilton  | 63    |
| 2    | Valtteri Bottas | 58    |
| 3    | Max Verstappen  | 33    |
| 4    | Lando Norris    | 26    |
| 5    | Alexander Albon | 22    |

| Pos. | Konstruktör               | Poäng |
| ---- | ------------------------- | ----- |
| 1    | Mercedes                  | 121   |
| 2    | Red Bull-Honda            | 55    |
| 3    | McLaren-Renault           | 41    |
| 4    | Racing Point-BWT Mercedes | 40    |
| 5    | Ferrari                   | 27    |

- Notering: Endast de fem bästa placeringarna i vardera mästerskap finns med på listorna.